# Christiaan Barnard
Christiaan Neethling Barnard (Beaufort West, província de Cabo Ocidental, região do Grande Karoo, distrito de Karoo Central, África do Sul, 8 de novembro de 1922 - Pafos, Chipre, 2 de setembro de 2001), foi um cirurgião cardíaco sul-africano que realizou a primeira operação de transplante de coração de pessoa para pessoa do mundo. Em 1967, Barnard transplantou o coração da vítima de acidente Denise Darvall no peito de Louis Washkansky, com Washkansky recuperando a consciência total e sendo capaz de falar facilmente com sua esposa, antes de morrer 18 dias depois de pneumonia, em grande parte causada pelas drogas anti-rejeição que suprimiam seu sistema imunológico. O segundo paciente de transplante de Barnard, Philip Blaiberg, cuja operação foi realizada no início de 1968, viveu por um ano e meio e pôde voltar para casa depois do hospital.

## Vida
Nascido em Beaufort West, província do Cabo, Barnard estudou medicina e praticou por vários anos em sua África do Sul natal. Como um jovem médico fazendo experiências com cães, Barnard desenvolveu um remédio para o defeito infantil da atresia intestinal. Sua técnica salvou a vida de dez bebês na Cidade do Cabo e foi adotada por cirurgiões na Grã-Bretanha e nos Estados Unidos. Em 1955, ele viajou para os Estados Unidos e foi inicialmente designado para trabalho gastrointestinal por Owen Harding Wangensteen na Universidade de Minnesota. Ele conheceu a máquina de coração-pulmão e Barnard foi autorizado a ser transferido para o serviço dirigido pelo pioneiro da cirurgia cardíaca aberta Walt Lillehei. Ao retornar à África do Sul em 1958, Barnard foi nomeado chefe do Departamento de Cirurgia Experimental do Hospital Groote Schuur, na Cidade do Cabo.
Ele se aposentou como chefe do Departamento de Cirurgia Cardiotorácica na Cidade do Cabo em 1983, após desenvolver artrite reumatóide em suas mãos, o que encerrou sua carreira cirúrgica. Ele se interessou por pesquisas antienvelhecimento e, em 1986, sua reputação foi prejudicada quando ele promoveu o Glycel, um caro creme para a pele "antienvelhecimento", cuja aprovação foi retirada pela Food and Drug Administration dos Estados Unidos logo em seguida. Durante os anos restantes, ele estabeleceu a Fundação Christiaan Barnard, dedicada a ajudar crianças carentes em todo o mundo. Ele morreu em 2001 aos 78 anos, após um ataque de asma.

## Primeiro transplante de coração de humano para humano
Barnard realizou o primeiro transplante de coração de pessoa para pessoa do mundo nas primeiras horas da manhã de domingo, 3 de dezembro de 1967. Louis Washkansky, um dono de mercearia de 54 anos que sofria de diabetes e doença incurável doença cardíaca, era o paciente. Barnard foi assistido por seu irmão Marius Barnard, bem como por uma equipe de trinta membros da equipe. A operação durou aproximadamente cinco horas.
Barnard declarou a Washkansky e sua esposa Ann Washkansky que o transplante tinha 80% de chance de sucesso. Isso foi criticado pelos eticistas Peter Singer e Helga Kuhse como alegações de chances de sucesso para o paciente e sua família que eram "infundadas" e "enganosas".
Barnard escreveu mais tarde: "Para um homem moribundo, não é uma decisão difícil, porque ele sabe que está no fim. Se um leão o perseguir até a margem de um rio cheio de crocodilos, você pulará na água, convencido de que tem um chance de nadar para o outro lado". O coração de um doador veio de uma jovem, Denise Darvall, que teve morte cerebral em um acidente em 2 de dezembro de 1967, enquanto atravessava uma rua na Cidade do Cabo. No exame no hospital Groote Schuur, Darvall teve duas fraturas graves em seu crânio, sem atividade elétrica em seu cérebro detectada e nenhum sinal de dor quando água gelada foi derramada em seu ouvido. Coert Venter e Bertie Bosman solicitaram permissão do pai de Darvall para que o coração de Denise fosse usado na tentativa de transplante. Na tarde antes de seu primeiro transplante, Barnard cochilou em sua casa enquanto ouvia música. Ao acordar, decidiu modificar a técnica de Shumway e Lower. Em vez de cortar diretamente a parte posterior das câmaras atriais do coração do doador, ele evitaria danos ao septo e faria dois pequenos orifícios para as veias cavas e pulmonares. Antes do transplante, ao invés de esperar que o coração de Darvall parasse de bater, por insistência de seu irmão Marius Barnard, Christiaan injetou potássio em seu coração para paralisá-lo e torná-la tecnicamente morto pelo padrão de corpo inteiro. Vinte anos depois, Marius Barnard contou: "Chris ficou ali por alguns momentos, observando, depois recuou e disse: 'Funciona'".
Washkansky sobreviveu à operação e viveu por 18 dias, tendo sucumbido a uma pneumonia enquanto tomava medicamentos imunossupressores.

## Transplantes cardíacos adicionais
Barnard e seu paciente receberam publicidade mundial. Como descreve um artigo retrospectivo da BBC de 2017, "Jornalistas e equipes de filmagem invadiram o Hospital Groote Schuur da Cidade do Cabo, logo tornando Barnard e Washkansky nomes conhecidos." O próprio Barnard foi descrito como "carismático" e "fotogênico". E a operação foi inicialmente relatada como "bem-sucedida", embora Washkansky tenha vivido apenas mais 18 dias.
Em todo o mundo, aproximadamente 100 transplantes foram realizados por vários médicos durante 1968. No entanto, apenas um terço desses pacientes viveram mais de três meses. Muitos centros médicos pararam de realizar transplantes. Na verdade, uma publicação do National Institutes of Health dos Estados Unidos afirma: "Em vários anos, apenas a equipe de Shumway em Stanford estava tentando transplantes".
A segunda operação de transplante de Barnard foi realizada em 2 de janeiro de 1968, e o paciente, Philip Blaiberg, sobreviveu por 19 meses. O coração de Blaiberg foi doado por Clive Haupt, um homem negro de 24 anos que sofreu um derrame, gerando polêmica (especialmente na imprensa afro-americana) durante a época do apartheid sul-africano. Dirk van Zyl, que recebeu um novo coração em 1971, foi o destinatário de vida mais longa, sobrevivendo por mais de 23 anos.
Entre dezembro de 1967 e novembro de 1974 no Hospital Groote Schuur na Cidade do Cabo, África do Sul, foram realizados dez transplantes de coração, bem como um transplante de coração e pulmão em 1971. Destes dez pacientes, quatro viveram mais de 18 meses, sendo dois deles quatro se tornando sobreviventes de longo prazo. Um paciente viveu por mais de treze anos e outro por mais de vinte e quatro anos.
A recuperação completa da função cardíaca do doador geralmente ocorre ao longo de horas ou dias, durante os quais danos consideráveis podem ocorrer. Outras mortes de pacientes podem ocorrer por doenças preexistentes. Por exemplo, na hipertensão pulmonar, o ventrículo direito do paciente frequentemente se adaptou à pressão mais alta ao longo do tempo e, embora doente e hipertrofiado, costuma ser capaz de manter a circulação nos pulmões. Barnard concebeu a ideia do transplante heterotópico (ou "piggy back") em que o coração doente do paciente é deixado no local enquanto o coração do doador é adicionado, essencialmente formando um "coração duplo". Barnard realizou o primeiro transplante de coração heterotópico em 1974.
De novembro de 1974 a dezembro de 1983, 49 transplantes cardíacos heterotópicos consecutivos em 43 pacientes foram realizados em Groote Schuur. A taxa de sobrevivência para pacientes em um ano foi superior a 60%, em comparação com menos de 40% com transplantes padrão, e a taxa de sobrevivência em cinco anos foi superior a 36% em comparação com menos de 20% com transplantes padrão.
Muitos cirurgiões desistiram do transplante cardíaco devido aos resultados ruins, muitas vezes devido à rejeição do coração transplantado pelo sistema imunológico do paciente. Barnard persistiu até o advento da ciclosporina, uma droga imunossupressora eficaz, que ajudou a reviver a operação em todo o mundo. Ele também tentou o xenotransplante em dois pacientes humanos, utilizando um coração de babuíno e um coração de chimpanzé, respectivamente.

## Publicações
Barnard escreveu duas autobiografias. Seu primeiro livro, One Life, foi publicado em 1969 (ISBN 0245599525) e vendeu cópias em todo o mundo. Parte da receita foi usada para criar o Fundo Chris Barnard para pesquisas sobre doenças cardíacas e transplantes cardíacos na Cidade do Cabo. Sua segunda autobiografia, The Second Life, foi publicada em 1993, oito anos antes de sua morte (ISBN 0947461388).
Além de suas autobiografias, Barnard escreveu livros, incluindo:
- The Donor
- Your Healthy Heart
- In The Night Season
- The Best Medicine
- Arthritis Handbook: How to Live With Arthritis
- Good Life Good Death: A Doctor's Case for Euthanasia and Suicide
- South Africa: Sharp Dissection
- 50 Ways to a Healthy Heart
- Body Machine